# واشبورن (آیووا)
واشبورن (به انگلیسی: Washburn) شهری در ایالت آیووا کشور ایالات متحده آمریکا است که جمعیت آن در سرشماری سال ۲۰۱۰ میلادی، ۸۷۶ نفر بوده‌است.